# Luigi Grimani
Luigi Grimani (falecido em 1656) foi um prelado católico romano que serviu como bispo de Bérgamo (1633-1656).

## Biografia
Em 12 de janeiro de 1633, Luigi Grimani foi nomeado durante o papado do Papa Urbano VIII como Bispo de Bérgamo. Ele serviu como bispo de Bérgamo até à sua morte no dia 4 de dezembro de 1656.